# Championnats du monde de biathlon 1995
Navigation
Canmore 1994 Ruhpolding 1996
Les Championnats du monde de biathlon 1995 se tiennent du 16 au 19 février 1995 à Antholz-Anterselva (Italie), qui accueille les mondiaux pour la troisième fois.

## Les résultats
| Épreuve                           | Or                                                                                    | Argent                                                                     | Bronze                                                                                |
| 16 février : 20 km individuel H   | Tomasz Sikora Pologne                                                                 | Jon Åge Tyldum Norvège                                                     | Oleg Ryjenkov Biélorussie                                                             |
| 16 février : 15 km individuel F   | Corinne Niogret France                                                                | Uschi Disl Allemagne                                                       | Ekaterina Dafovska Bulgarie                                                           |
| 17 février : 10 km par équipes H  | Norvège Frode Andresen Dag Bjørndalen Halvard Hanevold Jon Åge Tyldum                 | Tchéquie Petr Garabík Roman Dostál Jiří Holubec Ivan Masařík               | France Thierry Dusserre Franck Perrot Lionel Laurent Stéphane Bouthiaux               |
| 17 février : 7,5 km par équipes F | Norvège Elin Kristiansen Annette Sikveland Gunn Margit Andreassen Ann Elen Skjelbreid | Allemagne Kathi Schwaab Simone Greiner-Petter-Memm Uschi Disl Petra Behle  | France Emmanuelle Claret Véronique Claudel Anne Briand Corinne Niogret                |
| 18 février : Sprint 10 km H       | Patrice Bailly-Salins France                                                          | Pavel Mouslimov Russie                                                     | Ricco Gross Allemagne                                                                 |
| 18 février : Sprint 7,5 km F      | Anne Briand France                                                                    | Uschi Disl Allemagne                                                       | Corinne Niogret France                                                                |
| 19 février : Relais 4 × 7,5 km H  | Allemagne Ricco Groß Mark Kirchner Frank Luck Sven Fischer                            | France Lionel Laurent Patrice Bailly-Salins Thierry Dusserre Hervé Flandin | Biélorussie Igor Khokhriakov Alexandre Popov Oleg Ryjenkov Vadim Sachourine           |
| 19 février : Relais 4 × 7,5 km F  | Allemagne Uschi Disl Antje Harvey Simone Greiner-Petter-Memm Petra Schaaf             | France Corinne Niogret Véronique Claudel Florence Baverel Anne Briand      | Norvège Ann-Elen Skjelbreid Hildegunn Fossen Annette Sikveland Gunn Margit Andreassen |

## Le tableau des médailles
| Médailles | Pays        | Or | Argent | Bronze | Ensemble |
| --------- | ----------- | -- | ------ | ------ | -------- |
| 1         | France      | 3  | 2      | 3      | 8        |
| 2         | Allemagne   | 2  | 3      | 1      | 6        |
| 3         | Norvège     | 2  | 1      | 1      | 4        |
| 4         | Pologne     | 1  | 0      | 0      | 1        |
| 5         | Tchéquie    | 0  | 1      | 0      | 1        |
| 5         | Russie      | 0  | 1      | 0      | 1        |
| 7         | Biélorussie | 0  | 0      | 2      | 2        |
| 8         | Bulgarie    | 0  | 0      | 1      | 1        |